# Helen Knauf
Helen Knauf (* 1972 in Braunschweig, zwischenzeitlich auch Helen Orth) ist eine deutsche Pädagogin. 

## Werdegang
Knauf studierte von 1990 bis 1996 Lehramt für die Sekundarstufen I und II an der Universität Bielefeld. Im Jahr 2000 promovierte sie im Bereich Pädagogik, ebenfalls an der Universität Bielefeld. Von 2009 bis 2019 hatte sie die Professur für Pädagogik der frühen Kindheit an der Hochschule Fulda inne. Im Jahr 2019 habilitierte sie an der Universität Bielefeld im Bereich Erziehungswissenschaft mit dem Schwerpunkt Pädagogik der frühen Kindheit. Seit 2019 ist sie Professorin im Lehrgebiet Bildung und Sozialisation im Kindesalter an der Hochschule Bielefeld. Sie forscht schwerpunktmäßig zu den Themen Dokumentation von Bildungsprozessen sowie Mediatisierung und Digitalisierung.